# Finale della Coppa WSE 2021-2022
La finale della 4ª edizione della Coppa WSE si è disputata il 24 aprile 2022 al Pavilhão Municipal di Paredes, in Portogallo, tra gli spagnoli del Calafell e gli italiani del Follonica.
Essa è stata vinta dal Calafell per 6-5, al primo successo nella competizione. 

## Le squadre
| Squadre   | Partecipazioni precedenti (il grassetto indica la vittoria) |
| --------- | ----------------------------------------------------------- |
| Calafell  | Nessuna                                                     |
| Follonica | 2005                                                        |

## Tabellino
| Arbitri: | Miguel Guilherme Pedro Silva |

|                                                                             |           |                                                                              |
| H. Mendes 2'00" 5'11" M. Casas 3'04" A. Xaus 18'50" 45'06" J. Escala 27'09" | Marcatori | 12'57" 32'15" F. Banini 14'37" D. Llobet 24'58" F. Montigel 45'34" D. Banini |

| Calafell     |  |                 |
|              |  |                 |
| P            |  | Alejandro Edo   |
| D            |  | Sergio Miras    |
| A            |  | Martí Casas     |
| A            |  | Humberto Mendes |
| A            |  | Arnau Xaus      |
| D            |  | Joan Escala     |
| D            |  | Jordi Ferrer    |
| A            |  | Marti Gabarro   |
| D            |  | Oriol Palau     |
| P            |  | Albert Marimon  |
| Allenatore:  |  |                 |
| Ferran Lopez |  |                 |

| Follonica    |  |                   |
|              |  |                   |
| P            |  | Leonardo Bertozzi |
| D            |  | Davide Banini     |
| D            |  | Fernando Montigel |
| D            |  | Federico Pagnini  |
| A            |  | Marco Pagnini     |
| D            |  | Francesco Banini  |
| A            |  | Oscar Bonarelli   |
| A            |  | Didac Llobet      |
| A            |  | Andrea Montauti   |
| P            |  | Gabriele Irace    |
| Allenatore:  |  |                   |
| Sérgio Silva |  |                   |